# El Jarillo (paroisse civile)
Pour les articles homonymes, voir El Jarillo.
El Jarillo est l'une des sept paroisses civiles de la municipalité de Guaicaipuro dans l'État de Miranda au Venezuela. Sa capitale est El Jarillo. En 2011, sa population s'élève à 2 415 habitants.

## Géographie

### Démographie
Hormis sa capitale El Jarillo, la paroisse civile possède plusieurs localités :
- Bajo Seco
- El Azufral
- El Jarillo
- La Enea
- Laguneta
- Quebrada Honda